# Seesen
Seesen è un comune indipendente di 20.795 abitanti della Bassa Sassonia, in Germania.
Appartiene al circondario (Landkreis) di Goslar (targa GS).

## Storia
L'insediamento sassone di Sehusa fu menzionato per la prima volta in un atto del 974 dell'imperatore Ottone II e del cancelliere Villigiso di Magonza; a partire dal 1235 appartenne ai duchi Welfen di Brunswick-Lüneburg, che vi fecero erigere un castello. Nel 1428 Seesen ricevette i privilegi di città dal duca Ottone II il Guercio di Brunswick-Gottinga. 
Il 17 luglio 1810, Israel Jacobson dedicò a Seesen la prima sinagoga che utilizzava un organo e un coro durante la preghiera e introduceva una parte della liturgia tedesca. Questo giorno è celebrato dall'ebraismo riformato in tutto il mondo come data di fondazione. 
Nel 1836 Heinrich Steinweg costruì il primo pianoforte a coda nella sua cucina a Seesen; lo strumento è oggi esposto al Metropolitan Museum of Art di New York.

## Suddivisioni amministrative
Il territorio comunale comprende le frazioni di Bilderlahe, Bornhausen, Engelade, Herrhausen, Ildehausen, Kirchberg, Mechtshausen, Münchehof e Rhüden.

## Gemellaggi
- Wantage, Inghilterra, Regno Unito (1978)
- Thale, Germania (1990)
- Carpentras, Francia (1993)
- Montecorvino Rovella, Italia (2006)